# Bobby Jindal
Piyush Amrit "Bobby" Jindal (født 10. juni 1971 i Baton Rouge) er en amerikansk politiker og den 55. guvernør i delstaten Louisiana. Han er medlem af det Republikanske parti.
Jindal blev valgt til guvernør den 20. oktober 2007 og overtog embedet den 14. januar 2008. Før han blev guvernør havde han siden 2005 repræsenteret Louisiana i Repræsentanternes Hus. I 2016 overtog demokraten John Bel Edwards embedet som guvernør efter Jindal.
Bobby Jindal er gift med Supriya Jindal og har 3 børn.